# Ди Волас
Дина „Ди” Волас (енгл. Deanna "Dee" Wallace; рођена 14. децембра 1948. у Канзас Ситију) је америчка глумица, најпознатија по улогама у бројним хорор филмовима током 1970-их и 1980-их, због којих је постала једна од глумица које су сврстане међу „краљице вриска”. Међу хорор филмовима по којима је препознатљива су: Брда имају очи, Урликање, Куџо и Чупавци.
Њена најзначајнија главна улога је Мери у блокбастеру Стивена Спилберга, Е. Т. ванземаљац, који је у време премијерног показивања постао филм са највећом зарадом на светском нивоу.

## Биографија
Волас је рођена у Канзас Ситију као ћерка Максине и Роберта Стенлија Бауерса. Средњу школу је похађала у Вајандоту, да би студије завршила на Универзитету Канзаса.
Накратко је била у браку са Беријем Воласом и његово презиме је наставила да користи у даљој каријери. 1980. удала се за Кристофера Стоуна, са ким је добила ћерку Габријелу, која се такође бави глумом. 1995. Стоун је изненада преминуо. Три године касније, Ди се удала и трећи пут, за Скипа Бељу, са ким је и данас у браку.
Такође, Волас је ауторка три књиге и има свој шоу на радију, у коме често прича о томе како се кроз тешке периоде живота може проћи са одлучношћу и љубављу.
2018. имала је своју прву ТЕД конференцију коју је назвала Заједничко земљиште себе.

## Каријера
Ди Волас је каријеру започела у телевизијској серији Улице Сан Франциска. Каријера јој је кренула узлазном путањом након улоге Лин Вуд у Вес Крејвеновом хорор класику Брда имају очи. Уследио је хорор о вукодлацима Џоа Дантеа, Урликање, у ком је наступила заједно са својим супругом Кристофером Стоуном.
До највећег успеха долази у научнофантастичном блокбастеру Стивена Спилберга, Е. Т. ванземаљац, који је успео да надмаши Звездане ратове — епизоду IV: Нова нада и задржи се 11 година на првом месту листе филмова са највећом зарадом на светском нивоу, све док га није престигао Парк из доба јуре. За улогу Мери у овом филму, Волас је била номинована за Награду Сатурн.
Стивен Кинг је једном приликом изјавио да је Волас у улози Доне Трентон у филму Куџо, његов омиљен перформанс неке глумице која је тумачила лик из његових књига. Након Куџа уследио је комични хорор Чупавци из 1986, у ком је Волас тумачила једну од главних улога и 2019. се вратила у исту улогу, у петом делу франшизе.
И у наставку каријере Волас се појављивала превасходно у филмовима и серијама из хорор жанра, међу којима су Зона сумрака, Ноћ вештица 9, Троје из пакла, а позната је и по сарадњи са Питером Џексоном на филму Ко се боји духа још?

## Филмографија
| Улоге Ди Волас |                                   |               |                              |                                          |
| Година         | Српски назив                      | Изворни назив | Улога                        | Напомена                                 |
| 1975           | Улице Сан Франциска               |               | Џоун Ворен                   | ТВ серија                                |
| 1975           | Жене из Стпефорда                 |               | Нети Мејд                    |                                          |
| 1977           | Брда имају очи                    |               | Лин Вуд                      |                                          |
| 1977           | Полицајка                         |               | Шана Фајет                   | ТВ серија                                |
| 1979           | 10                                |               | Мери Луис                    |                                          |
| 1979           | Такси                             |               | Џојс                         | ТВ серија                                |
| 1981           | Урликање                          |               | Карен Вајт                   |                                          |
| 1982           | Е. Т. ванземаљац                  |               | Мери Тејлор                  | Награда Сатурн за најбољу глумицу (ном.) |
| 1983           | Куџо                              |               | Дона Трент                   |                                          |
| 1985           | Зона сумрака                      |               | Џенис Хемонд                 | ТВ серија                                |
| 1986           | Чупавци                           |               | Хелен Браун                  |                                          |
| 1991           | Рокенрол враголани                |               | Дори                         | глас                                     |
| 1995           | Војни адвокати                    |               | чланица конгреса Адел Делонг | ТВ серија                                |
| 1996           | Ко се боји духа још?              |               | Патриша Ен Бредли            |                                          |
| 1999           | Неш Бриџиз                        |               | Сузан Мартин                 | ТВ серија                                |
| 1999           | Али Мекбил                        |               | Гејл Кларксон                | ТВ серија                                |
| 2005           | Злочин из прошлости               |               | Шарлот Џоунс                 | ТВ серија                                |
| 2006           | Црна смрт                         |               | Нора                         |                                          |
| 2006           | Боунс                             |               | специјални агент Кали Ворнер | ТВ серија                                |
| 2007           | Ноћ вештица 9                     |               | Синтија Строуд               |                                          |
| 2007           | Увод у анатомију                  |               | Џоун Варинг                  | ТВ серија                                |
| 2007           | Шапат духова                      |               | др Џан Мохикијан             | ТВ серија                                |
| 2009           | Ђавоља кућа                       |               | газдарица                    |                                          |
| 2010           | Ванредне мере                     |               | Сал                          |                                          |
| 2010           | Law & Order: LA                   |               | Елен Пауел                   | ТВ серија                                |
| 2011           | У канцеларији                     |               | Елен Бернард                 | ТВ серија                                |
| 2012           | Господари Сејлема                 |               | Сони                         |                                          |
| 2016           | Ловци на натприродно              |               | Милдред Бејкер               | ТВ серија                                |
| 2018           | Морнарички истражитељи            |               | Клер Хол                     | ТВ серија                                |
| 2019           | У потрази за тамом                |               | саму себе                    | документарац                             |
| 2019           | Чупавци 5: Чупавци нападају!      |               | Хелен Браун „тета Ди”        |                                          |
| 2019           | Троје из пакла                    |               | Грета                        | Награда метар страха (ном.)              |
| 2022           | Страшно страшило 4: Поново рођено |               | Мери                         |                                          |